# Diacrotricha
Diacrotricha là một chi bướm đêm thuộc họ Pterophoridae.

## Các loài
- Diacrotricha fasciola Zeller, 1852
- Diacrotricha guttuligera Diakonoff, 1952
- Diacrotricha lanceata (Arenberger, 1986)